# Магнитная аномалия (группа)
Магнитная аномалия — российский рок-коллектив, основанный Антоном Вартановым в 1996 году.

## История
Коллектив был основан в 1996 году в городе Губкин Антоном Вартановым и Валерием Журавлевым, в 1999 году у основателей появляется много разногласий, в итоге второй покидает группу.
В 2000 году Антон Вартанов начинает запись альбома в Москве.
В 2001 году группа выпустила на REAL Records дебютную пластинку «Облака в помаде» (состоящую из ранних песен Антона), попала в ротацию «Нашего Радио» и дебютировала на фестивале «НАШЕствие». Продюсером дебютной пластинки выступил Сергей Мазаев, в качестве приглашенного музыканта в записи принял участие гитарист Юрий Цалер из «Мумий Тролля». Песни «Облака в помаде» и «В глазах» попали также на сборники «НАШЕствие». Эти две песни были поставлены в отборочный тур для «Чартовой Дюжины», но в итоге не были включены в хит-парад.
В конце 2002 года коллектив после почти годичного молчания напомнил о себе песней «Часы», сумевшей попасть в «Чартову Дюжину». В 2003 году в «Чартовой Дюжине» оказалась и песня «Мы выходим на улицу». На CD Land Records при поддержке «Нашего Радио», Радио Максимум», «Радио Европа Плюс» и «Русского Радио» была выпущена пластинка «В изумрудах». Обе песни попадают в сборники «НАШЕствие». Коллектив участвует в виртуальном фестивале «НАШЕствие-2003».
В 2004 году на «Нашем Радио» была презентована песня «Ромео и Джульетта». Вскоре во время очередного концертного тура солист группы Антон Вартанов сорвал голос, на восстановление которого потребовалось около трёх лет. Всё это время «Магнитная аномалия» не вела концертной деятельности и не записывала альбомов. В середине 2000-х годов Вартанов писал песни для коммерческого поп-проекта[какого?] и был саунд-продюсером. В этот же период Вартанов сотрудничал с Евгенией Отрадной, которая стала лауреатом музыкальной премии «Золотой Граммофон» в 2008 году, и некоторыми малоизвестными рок-исполнителями. В 2008 году Вячеслав Бутусов включил песню «Магнитной аномалии» «Солнце» в свой альбом «Модель Для Сборки».
В 2007 году группа «Магнитная аномалия» возобновила свою деятельность, но при этом Вартанов решил отказаться от теле- и радиоэфиров, участия в фестивалях и продажи альбомов. Было решено, что коллектив будет в основном развиваться в Интернете, изредка давая концерты. Весь музыкальный материал был выложен для бесплатного скачивания на официальном сайте группы. В том же 2007 году вышел первый Интернет-альбом группы — «Солнце». В 2010 году «Магнитная аномалия» решила издать прощальный альбом на CD, названный «На Игле». Впрочем, последним диском группы стал альбом «2012 2.0», записанный в 2012 году. В конце следующего 2013 года лидер «Магнитной аномалии» Антон Вартанов объявил о том, что группа прекращает своё существование, и уже вскоре создал сольный проект — «Я Vegan». Антон уехал из России, обосновавшись на Филиппинах.
В 2019 году Антон Вартанов объявил о восстановлении группы «Магнитная аномалия» и начал запись нового альбома «Нулевое влияние». Альбом вышел 1 марта 2019 года.
20 ноября 2020 года вышел новый альбом «Шикарно».

## Состав
1996 - 2000 — Антон Вартанов (вокал, гитара), Валерий Журавлев (гитара). Остальные музыканты сессионные.
2000 - 2001 — Антон Вартанов (вокал, гитара), Олег Анисов (гитара), Александр Помараев (бас), Алексей Хрипач (ударные).
В 2003 году состав «Магнитной аномалии», согласно данным, размещённым на дебютной пластинке «В изумрудах», входили Антон Вартанов (гитара, вокал), Стас Цалер (брат Юрия Цалера, клавишные, ударные) и Александр Помараев (бас-гитара). На пластинке как автор всех песен указан Антон, однако, по свидетельству его самого, Стас Цалер принимал участие в её создании. В дальнейшем Александр Помараев покинул группу, зато в её состав вошли гитарист Сергей Виноградов, басист Дмитрий Савушкин и клавишник Кирилл Банатин.
В 2005 году в состав «Магнитной аномалии» входили Антон Вартанов (гитара, вокал), Дмитрий Савушкин (бас-гитара), Сергей Виноградов (гитара) и Максим Клепиков (ударные). В 2007 году Максим Клепиков вышел из состава, на его место пришёл Евгений Прокопенко, до этого игравший с музыкантами в Москве во время их московских концертов.
Настоящее время:
Антон Вартанов (вокал, гитара, акустическая гитара, клавишные), Алексей Хрипач (ударные, перкуссия), Евгений Шпилько (бас)

## Альбомы и синглы
- 2001 — «Облака в помаде» (REAL Records)
- 2003 — «В изумрудах» (CDLand Records)
- 2007 — «Солнце»
- 2008 — «13 КапельЯда»
- 2010 — «На игле» (Navigator Records)
- 2019 — «Нулевое влияние»
- 2020 — «Шикарно»
- 2021 — синглы «Я больше не ем животных» и «Экватор» (ONErpm)
- 2024 — «Изумрудный концерт» (концертный альбом)

## Сольные проекты участников
- Сергей Виноградов — Hot Blood Cold Water (2008)
- Евгений Прокопенко — Рок группа Либиdо (2003—2008), LeraLera (2008), 4POST (2011), Lex Nulla (2012), Drum Cast drum show (2013), Sick Mystic (2017)
- Антон Вартанов — «Я Vegan» (с 2013)